# Cristina Torres
Cristina Torres (Madrid, 25 de julio de 1963) es una actriz española, especialmente conocida por haber representado el papel de Desi en la serie Verano azul.

## Biografía
Se había iniciado en la interpretación con tan solo trece años en la película de Narciso Ibáñez Serrador, ¿Quién puede matar a un niño? (1976). Durante algunos años representó pequeños papeles en diversas películas y series de televisión como Las truchas (1978), de José Luis García Sánchez, Escrito en América (1979) o Fortunata y Jacinta (1980).
Sin embargo, su gran oportunidad le llegó cuando Antonio Mercero la seleccionó, junto a su hermana Pilar Torres, como una de las integrantes de la pandilla de adolescentes de la serie Verano azul (1981). Cristina dio vida a Desi, una chica hija de padres separados (interpretados por Concha Cuetos y Carlos Larrañaga), menos agraciada físicamente y algo acomplejada frente al personaje de Bea (interpretado por Pilar Torres), la guapa de la pandilla. Fue tal la repercusión que tuvo la serie en España que Cristina Torres, como el resto del reparto, se convirtió en uno de los rostros más conocidos del panorama artístico y mediático del momento. Cuarenta años después del estreno de la serie, la actriz seguía apareciendo con cierta asiduidad en programas de evocación en diferentes emisoras de TV para recordar al personaje que la hizo famosa.
Su carrera posterior fue menos afortunada. Rodó algunas películas más, como Hundra (1983), sin gran repercusión. La más destacada es A tope (1984), de Ramón Fernández, una cinta que pretendía ser un reflejo de la entonces en pleno auge movida madrileña.
Finalmente, se retiró del mundo de la interpretación para trabajar, junto a su hermana mayor, como auxiliar de enfermería en el Hospital Central de la Defensa Gómez Ulla, en la zona de Carabanchel-Aluche.
Se casó, tuvo una hija, después se separó y posteriormente se volvió a casar.